# City Life (Steve Reich)

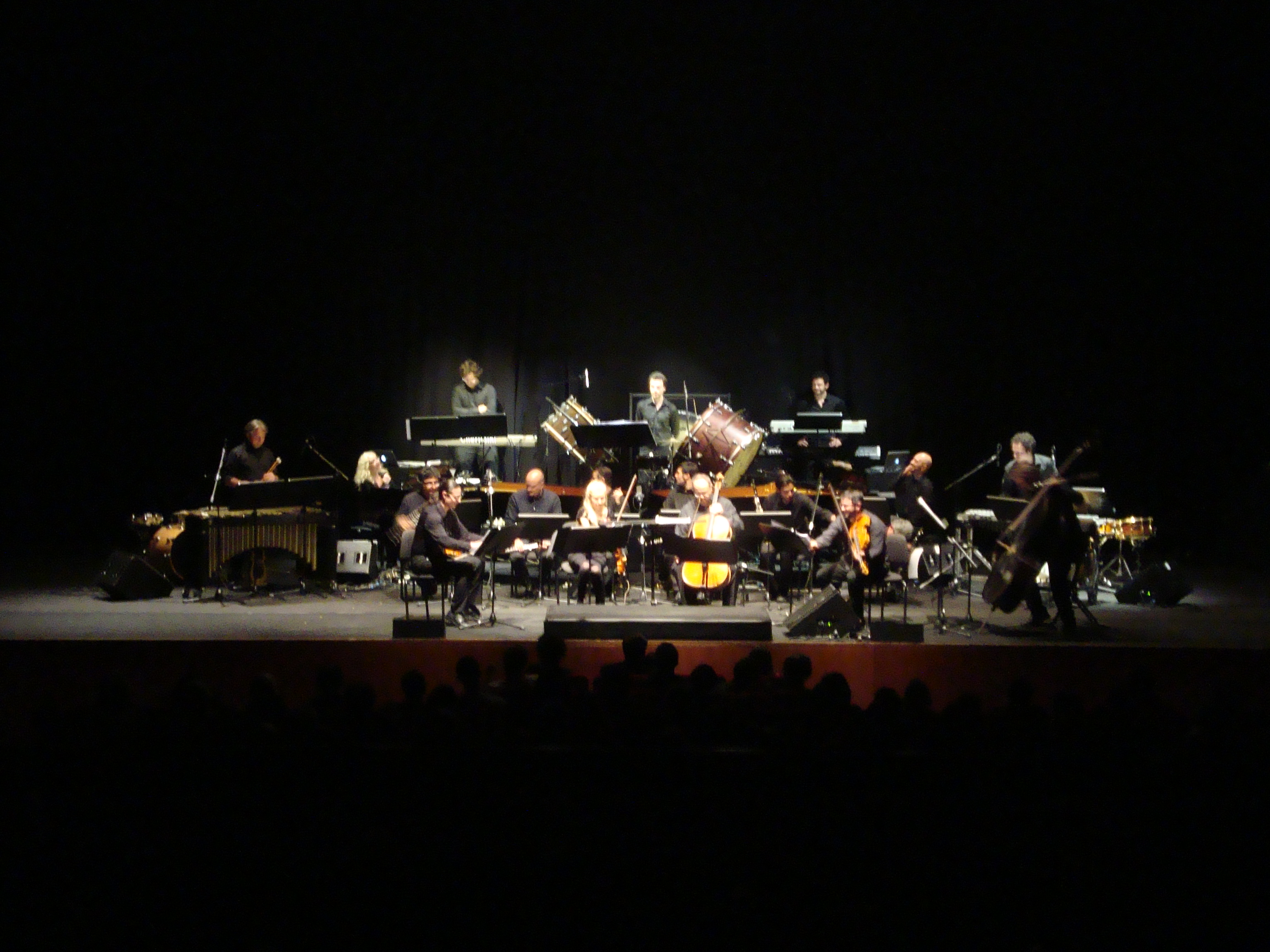
City Life: Aufführung des Contemporanea Ensemble unter Leitung von Tonino Battista, Parco della Musica in Rome, 2010

City Life ist eine Komposition des US-amerikanischen Komponisten Steve Reich aus dem Jahre 1995, das dem Genre der Minimal Music angehört.

## Überblick
Das Stück ist in fünf Sätze gegliedert und hat eine Länge von 24 Minuten. Die Besetzung besteht aus zwei Flöten, zwei Oboen, zwei Klarinetten, zwei Vibraphonen, Percussion, zwei Samplern, zwei Pianos, Streichquartett und einem Kontrabass. Das zentrale Thema des Stückes ist die musikalische Veranschaulichung von Reichs Heimatstadt New York City.
Wie bereits in vorherigen Stücken (z. B. Different Trains) nimmt Reich in City Life Bezug auf gesellschaftliche Thematiken. Während bei Different Trains „die Reflexion der Vergangenheit bei Steigerung des Realismus im musikalischen wie zeitkritischen Sinn thematisiert wird“, steht bei City Life das Erschaffen eines vielschichtigen Klangporträts von New York City im Vordergrund.
Entscheidend in dem Stück ist der Gebrauch von Samplern, der auf der Idee beruht, bestimmte Klänge aus dem alltäglichen Leben in der Großstadt mit Musik zu verbinden. Dazu erstellte Reich Aufnahmen von verschiedenen Sounds, die in New York City den Alltag prägen. Teilweise bestehen diese aus Vocals (z. B.“Check it out” oder “It’s been a honeymoon”), teilweise aus den Geräuschen der Großstadt (z. B. Hupen, Knallen von Autotüren, Herzschlägen, Sirenen etc.).
Ein wichtiges Element in City Life stellt außerdem die Intonation der gesprochenen Sampler dar. Reich verändert diese und passt sie der jeweiligen Atmosphäre der Abschnitte im Stück an. Von dieser Methode machte er bereits zuvor Gebrauch in seinem Stück „Different Trains“.

## 1. Check it out
Der Satz beginnt mit Akkorden und einem einheitlichen Rhythmus in einem Großteil der nicht perkussiven Instrumente. Die Harmonie hat dabei trotz leichter Dissonanzen einen recht offenen Charakter – zumal sich das meiste in höheren Tonlagen abspielt. Dies führt zu einem Klangbild, das in seiner Dissonanz an Hupen erinnert. Der offene Klang strahlt Größe aus. Daraufhin setzt eine rhythmisch geprägte Melodie in Klavieren, Vibraphonen und Streichern ein. Diese wird immer weiter wiederholt, fragmentiert von einzelnen Instrumenten eingeworfen und in den einzelnen Stimmen phasenartig immer weiter gegeneinander verschoben. Daraus ergibt sich eine scheinbar wirre Menge an Tönen, die sich mal verdichtet und mal wieder klarer wird und aus der man doch immer wieder die bekannte Melodie heraus erkennt. Dies wird von Einspielungen des Samplers unterbrochen. Auffällig wird dabei immer wieder der Ausruf „Check it out“, der dem Satz auch seinen Titel verleiht. Durch seine ständige Wiederholung und Prägnanz hat er beinahe thematischen Charakter.
Flöten und Streicher beginnen in diesem Treiben dissonante Akkorde zu spielen. Sie erinnern an lang ausgehaltene Hupen, was durch gesamplete Hupenklänge unterstützt wird. Die immer höhere Dichte an Samples, Akkorden, Perkussion und den immer fortlaufenden Phasen führt zum allmählichen Anstieg der Dynamik. Über die „Unruhe“ legt sich eine liegende, wiederkehrende Akkordfolge in den Bläsern. Sie verleihen einen träumerischen Charakter und wirken beinahe sehnsüchtig.
Bald treten die Elemente dann eher vereinzelt nacheinander auf. Das vorhandene Durcheinander, das sich nun zu einer Art Muster weiterentwickelt hat, wird dadurch variiert. Die Dichte der Klänge ebbt damit ab, ein Ausklingen wird eingeleitet. So übernehmen immer mehr Stimmen die akkordische Struktur, die bereits in den Bläser vorhanden war. Nun handelt es sich dabei wiederum um jene Harmonien, die das Stück einleiteten. Eine harmonische Wendung in diesem Pattern führt dann in den nächsten Satz.

## 2. Pile Driver
Der Satz wird durch dissonante Strukturen in den Streichern eingeleitet. Diese bilden zusammen mit dem einsetzenden maschinenartigen Rhythmus einen bedrohlichen Charakter. Der Rhythmus verdichtet sich bald, woraufhin schrille Sirenensamples eingespielt werden. Die von den Holzbläsern gespielte Melodie wird fortan immer wieder durch die Sirenen unterbrochen. Der Rhythmus wird dabei immer schneller und es lässt sich von einer allgemeinen Verdichtung der gespielten Motive sprechen. Aufgelöst wird dieser Satz durch den Ausruf „It´s been a honeymoon“.

## 3. It’s been a honeymoon
Der dritte Satz wird unerwartet von einem Sample mit dem Ausspruch “It’s been a honeymoon” eingeleitet. Daraufhin wird das Sample in einem schnellen Rhythmus wiederholt gespielt, sodass nur eine Silbe immer wieder hörbar wird. Dies wird von den übrigen Samplern in derselben Weise und in anderer Tonlage überlagert. Zudem setzen akzentuiert Liegetöne in den Streichern ein. Bald treten erneut vollständige “It’s been a honeymoon”-Samples auf, woraufhin sich die rhythmische Überlagerung der Samples in ihrer anfänglichen hohen Dichte etwas auflockert. Damit wird Raum für eine neue klangliche Entwicklung frei, die von Vibraphon und Klavier mit rhythmisch geprägten Melodien eingeleitet wird. Sie kommen durch ihre Rhythmik in direkte Berührung mit den Samplern, fügen jedoch durch deutlich betontere Tonalität im Vergleich zu den Samples einen melodisch bzw. akkordischen Charakter hinzu. Darüber setzt sich für kurze Zeit eine in mehreren Holzblasinstrumenten wiederholt gegenseitig phasenverschobene Melodie ein. Zum Schluss des Satzes kommen noch einmal alle auffälligen Komponenten des Satzes zusammen, bis das entstandene Klang-Gebilde schlagartig abgerissen wird und mit einem dissonanten Akkord der Streicher im neuen Satz mündet.
In seiner Idee und seinem Charakter ähnelt der Satz sehr Reich’s früherem Werk “It’s gonna rain”, ist in der Umsetzung mit Samplern statt mit Tonbandgerät in der Umsetzung aber anders und modernerer Technik angepasst.

## 4. Heartbeats/Boats & Buoys
Über den Streicher-Akkord setzt sich ein pulsartiges Sample, ein durchgehender Herzschlag. Zudem wird der Satz von Signalhörnern von Booten geprägt. Die Harmonik, die auch durch die Samples entsteht, sowie der unnachgiebige Rhythmus, erzeugen im Allgemeinen eine bedrohliche Stimmung. Die Streicher spielen bald einfache aus zwei Tönen bestehende „Melodien“, deren ebenfalls recht einfach gehaltener Rhythmus erneut als Phase verschoben auftaucht. Ein Klavier verleiht dem Ganzen eine deutlichere Harmonik durch Akkorde, die im Kontrast zu Schiffssignalen stehen, die oft gemeinsam mit den Streichern ebenfalls akkordische Beziehungen eingehen, jedoch eine sehr viel dunklere Klangfarbe hinzufügen und überhaupt charakteristisch in einer sehr tiefen Tonlage angesiedelt sind. Zum Ende des Satzes hin verdichtet sich die Kulisse. Es setzen erstmals in dem Satz Holzbläser mit phasenartigen Melodien ein, der Herzschlag, der den ganzen Satz durchzogen hat, wird durch Percussion verstärkt.

## 5. Heavy Smoke
Im 5. Abschnitt werden die Worte „Heavy Smoke“ eingeworfen und durch ein sirenenartiges Kratzen unterstützt. Hinzu kommen Ansagen aus Fire Departments sowie Feuerwehrsirenen. Die Streicher Spielen harmonische Klänge, welche das Stück mit einem Decrescendo beendet.

## Form
Insgesamt lässt sich das Werk nach Reichs eigener Aussage in eine A-B-C-B-A-Form bezogen auf die fünf Sätze gliedern. Dies lässt sich zum einen in einem motivischen Leitfaden wiederfinden. So beschäftigt sich der erste Satz direkt mit großstädtischer Atmosphäre und dem klanglich vielschichtigen Eindruck der Stadt. Ähnlich verhält sich der fünfte Satz, wenngleich er die ständige Präsenz von Feuerwehr und Polizei in der Stadt in den Vordergrund rückt. Im zweiten Satz wird der Fokus mehr auf die geschäftige Dimension der baulich ständig erweiterten Stadt gerückt, die damit verbundene Geschäftigkeit und ständige Entwicklung.